# ناتالی زی
ناتالی زی (انگلیسی: Natalie Zea؛ زادهٔ ۱۷ مارس ۱۹۷۵) یک هنرپیشه اهل ایالات متحده آمریکا است. وی از سال ۱۹۹۵ میلادی تاکنون مشغول فعالیت بوده‌است.
از فیلم‌ها یا برنامه‌های تلویزیونی که وی در آن نقش داشته است می‌توان به لابریا و   اون‌یکی‌ها و انحراف  اشاره کرد.